# Le Livre des questions
Le Livre des questions est une série de sept livres ou recueils d'Edmond Jabès parus dans la collection Blanche de Gallimard de 1963 à 1973.

## Contexte et prémisses
La guerre de Suez contraint Jabès à s'exiler définitivement d’Égypte le 19 juin 1957.
L'œuvre fait écho aux précédents livres de poésie écrits par Jabès, consacrés à la traversée de la guerre, à la Shoah, à la mort de sa sœur. Il témoigne de son exil et mêle l'histoire personnelle de l'écrivain avec celle du peuple juif.

« J'ai cru d'abord que j'étais un écrivain, puis je me suis rendu compte que j'étais juif, puis je n'ai plus distingué en moi l'écrivain du juif, car l'un et l'autre ne sont que le tourment d'une antique parole. »

— (Cahier de Yukel), Edmond Jabès, Le Retour au livre

## Titres
Le titre du premier volume, Le Livre des questions, donne son titre à la série.
Les derniers volumes forment un nouveau cycle : Yaël, Elya et Aëly sont des anagrammes. Le dernier volume a pour titre •,, ; le premier mot du sur-titre, « El », est déjà contenu dans les précédents volumes. Les syllabes YA et EL, sur lesquelles sont formés ces titres, sont des noms hébraïques de Dieu.

## Personnages
Au fil des livres l'auteur est également le narrateur.
Deux personnages apparaissent tout au long de la série : Sarah et Yukel, deux adolescents amants l'un de l'autre. Juifs, ils ont connu les camps de concentration.
- Sarah, dont le nom est Schwall. Ces initiales, qui sont aussi celles de trois autres personnages[10], font directement référence aux persécutions nazies. Elle sera atteinte par la folie.

« S.S.
Sarah Schwall.
S.S.
S.S. »

— Edmond Jabès, Le Livre des questions
- Yukel, survivant avec Sarah des camps de la mort.

Parmi les intervenants du livre se trouvent de multiples rabbins (Reb Alcé, Reb Youré, Reb Tal, Reb Elar, Reb Rida, Reb Kelat, Reb Aloum, Reb Rafan, etc.), dont les paroles sont inventées.

## Forme
Tout au long des années 60, l'écriture de Jabès semble se rapprocher de la littérature expérimentale d'alors. Elle a en réalité peu de rapport avec elle, bien que Jabès se soit intéressé à la littérature de son temps. Cependant, la littérature d'avant-garde a pu l'aider à assumer ses choix esthétiques.

« — J’ai, entre mes mains, Le Livre des Questions. Est-ce un essai ?
— Non. Peut-être.
— Est-ce un poème aux puits profonds ?
— Non. Peut-être.
— Est-ce un récit ?
— Peut-être.
— Dois-je en déduire que tu aimerais qu’il fût reçu comme le récit de tes rivières, de tes récifs ?
— Livre étranger comme le vocable et comme le Juif, inclassable parmi les livres, comment l’appeler ?
— Peut-être pourrais-tu l’appeler : Le livre »

— Edmond Jabès, Le livre de Yukel
Le Livre des questions, difficilement classable parmi les genres littéraires traditionnels, contient des formes d'écriture très diverses : aphorismes, dialogues, poèmes, chants, extraits de journaux, de carnets, de contes, de rêves ; leur alternance donne aux livres un aspect fragmentaire. Les nombreux dialogues produisent une polyphonie qui se retrouve dans le reste de l'œuvre de Jabès. Ces dialogues déterminent la pensée de son écriture : « puisque le rétablissement du dialogue avec Dieu est l’intention finale de Jabès, cette forme devient la trace de l’absence même, absence de la présence de l’Autre, ainsi que l’absence du livre. »

## Éditions
Éditions originales :
- Le Livre des questions, 1963 ;
- Le Livre de Yukel, 1964 ;
- Le Retour au livre, 1965 ;
- Yaël, 1967 ;
- Elya, 1969 ;
- Aëly, 1972 ;
- • (El, ou le Dernier Livre), 1973.

Rééditions en volumes dans la collection L'Imaginaire de Gallimard :
- Le Livre des questions ; Le Livre de Yukel ; Le Retour au livre, 1988, no 197, 437 p. (ISBN 9782070711949) ;
- Yaël ; Elya ; Aely ; • (El, ou le dernier livre), 1989, no 214, 584 p. (ISBN 9782070715268).

### Traductions
En allemand par Henriette Beese (de) :
- Das Buch der Fragen, 1979, Berlin, Alphe͏̈us, (ISBN 9783922555025).

En italien :
- Il libro delle interrogazioni, Chiara Rebellato (trad.), 1982, Reggio Emilia, Elitropia, 197 p.
- Il libro delle interrogazioni, Chiara Rebellato (trad. du vol. 1), Anna Rocchi Pullberg et Franca Santini (trad. vol. 2), 1985-1988, Casale Monferrato, Marietti, coll. « Biblioteca In forma di parole ».
- édition intégrale bilingue : Il libro delle interrogazioni, 2015, Milan, Bompiani, coll. « Il pensiero occidentale », 1747 p., (ISBN 9788845280214)

En anglais par Rosmarie Waldrop :
- The Book of Questions : Book of Yukel, and Return to the Book, 1991, Wesleyan University Press, vol. 1, Lire en ligne.
- The Book of Questions : Volume II,Yaël; Elya; Aely; El, Or the Last Book, 1991, Wesleyan University Press, vol. 2, Lire en ligne.

En espagnol par José Martín Arancibia et Julia Escoba :
- El libro de las preguntas, Francisco Jarauta (préf.), 2006, Madrid, Ediciones Siruela, coll. « Libros del Tiempo », no 228, 896 p, (ISBN 978-84-7844-944-6).

## Adaptations
Adaptation théâtrale :
- 1989, Le Livre des questions, mise en scène de Pierre-Antoine Villemaine, avec Gisèle Renard (Sarah), Bernard Gabay (Yukel), Philippe Faure, Yves-Robert Viala, Théâtre du Rond-Point[7].

Lecture radiophonique :
- 15, 22 et 29 août 1991, Le Livre des questions, t. I-VII, France Culture[13].

### Le Livre des questions
1. ↑  Le retour au livre, p. 60.
2. ↑  Le Livre des questions, p. 163.
3. ↑  Premiers rabbins intervenant sous la forme de citations dans Le Livre des questions, p. 15, 23-24.
4. ↑  Le livre de Yukel, p. 138.